# Mare unitate
O mare unitate este o categorie formată din unități militare, care susțin diverse operațiuni, ca forme de acțiune de luptă specifice, și care cuprinde:
- Mari unități de nivel tactic: (Brigadă, Divizie), care duc lupte și bătălii
- Mari unități de nivel operativ: (Corp de armată), care duc bătălii și operații
- Mari unități de nivel operativ-strategic: (Armată), care duc operații
- Mari unități de nivel strategic: (Grup de armate, Front), care duc operații strategice și campanii